# Арал-Пайгамбар
Заповедник Ара́л-Пайгамба́р находился на одноимённом острове на реке Амударье на территории Сурхандарьинской области Узбекистана. Заповедник был создан в 1960 году в 20 километрах ниже города Термеза по течению Амударьи. Площадь около 30 квадратных километров. Памятник природы ЮНЕСКО. До 1963 года на территории заповедника находился кишлак. Последний раз границы изменялись в 1971 году. Задача заповедника — охрана природного комплекса пойменных тугайных лесов и уникальной популяции бухарского оленя. В 1986 году, при создании Сурханского заповедника территория Арал-Пайгамбара передана в его состав в качестве участка.

## Климат
Климат характеризуется жарким летом и мягкой зимой. Свойственны высокие температуры, близость грунтовых вод, насыщенность воздуха водяными парами, а также сильный южный ветер, так называемый «афганец». Средняя температура летом 32 °C (максимальная 49 °C), температура января около 2 °C. Снежный покров отсутствует, дожди выпадают редко. Среднегодовое количество осадков около 180 мм.

## Фауна и флора
Амударья постоянно меняет русла, возникают новые острова и отмели, которые быстро зарастают растительностью. Растительность: тугайные леса из мелколистного тополя (туранги) и лоха, тамарикса, а также ивы. Южная часть острова — типичная пустыня с большими деревьями чёрного саксаула. Всего на территории заповедника произрастает 150 видов растений.
На территории заповедника зарегистрированы 21 вид млекопитающих, 143 вида птиц, 25 видов пресмыкающихся и 35 видов рыб. Млекопитающие: землеройки-белозубки, белозубка-малютка, нетопырь-карлик, заяц-толай, пластинчатозубая крыса, слепушонка, перевязка, иранская выдра, бухарский олень, камышовый кот, кабан, шакал. Пресмыкающиеся: туранская гюрза, песчаная круглоголовка, серый варан, степная агама, стрела-змея, восточный удавчик, песчаная эфа, среднеазиатская кобра. Птицы: таджикский фазан, цапли, стервятник, кваква, черный коршун, змееяд, черный гриф, болотный лунь, пустельга, серый журавль, авдотка, малая горлица, пустынная совка. Из рыб в заповеднике отмечали редких больших и малых амударьинских лопатоносов.

## Мусульманская святыня на территории заповедника
Название острова и заповедника переводится как «Остров Пророка»". На нём расположен мавзолей исламского и библейского пророка Зуль-Кифля. Пророк Зуль-Кифль упоминается в Коране по именем Зу-л-кифл и в Ветхом Завете как Иезекииль. Согласно легенде пророк приказал, чтобы его тело положили в лодку, и похоронили в том месте, где лодка пристанет к берегу. Но лодка, по легенде, остановилась посереди реки Амударьи близ Термеза. В этом месте быстро вырос остров, где в дальнейшем тело пророка и было погребено. В XI и XII веках на месте погребения был построен мавзолей, он состоит из мечети с прилегающими помещениями, усыпальницы с двумя поминальными комнатами.

## Арал-Пайгамбарский участокСурханского заповедника

### В 90-е годы
В 1992-м году на территорию заповедника перешла группа афганцев, которые начали там заготавливать лес и плотами переправлять его в Афганистан. Пограничные войска Узбекистана справиться с задачей не могли и в июле 1992 года задержание нарушителей было поручено 15-й отдельной бригаде специального назначения Узбекистана (в период СССР бригада подчинялась ГРУ СССР), дислоцированной в городе Чирчик. Боевая задача была поставлена старшему оперативной группы — командиру бригады полковнику В. Квачкову, прибывшему с отрядом в Термез, лично министром обороны Узбекистана генералом Р. Ахмедовым. Нарушители были задержаны. Обошлось без потерь с обеих сторон. Как вспоминает один из участников операции: «Дальнейшее наше пребывание на острове Арал-Пайгамбар было скрашено охотой на фазанов, ловлей сомов закидушкой и гранатами».

### В настоящее время
В настоящее время на острове располагается узбекская погранзастава. В связи с сокращением наводнений и расширением хозяйственной деятельности в пойме происходит деградация природного комплекса.